# Palicourea tamaensis
Palicourea tamaensis är en måreväxtart som först beskrevs av Paul Carpenter Standley och Julian Alfred Steyermark, och fick sitt nu gällande namn av Julian Alfred Steyermark. Palicourea tamaensis ingår i släktet Palicourea och familjen måreväxter. Inga underarter finns listade i Catalogue of Life.